# Emil Kraepelin

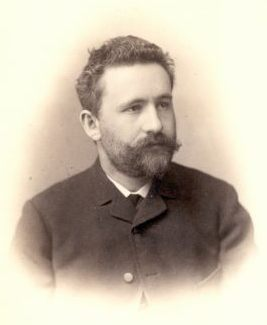
Emil Kraepelin, zwischen 1886 und 1891

Emil Wilhelm Georg Magnus Kraepelin (* 15. Februar 1856 in Neustrelitz; † 7. Oktober 1926 in München) war ein deutscher Psychiater, auf den bedeutende Entwicklungen in der wissenschaftlichen Psychiatrie zurückgehen, und der sich auch mit psychologischen Fragestellungen befasste. Er war Hochschullehrer an der Kaiserlichen Universität Dorpat, der Universität Heidelberg und der Universität München.

## Bedeutung
Von Emil Kraepelin stammen die Grundlagen des heutigen Systems der Klassifizierung psychischer Störungen. Er führte experimentalpsychologische Methoden in die Psychiatrie ein und gilt als Begründer der modernen empirisch orientierten Psychopathologie, mit der in ersten Ansätzen ein psychologisches Denken in der Psychiatrie üblich wurde, sowie als Pionier der Transkulturellen Psychiatrie. Auch die Entwicklung der modernen Psychopharmakologie geht auf Kraepelin zurück. Ihn jedoch als deren Begründer zu bezeichnen, ist weder durch Kraepelins Forschungsarbeiten noch seine Publikationen gerechtfertigt, da sein Verdienst vor allem auf dem schmalen Werk Über die Beeinflussung einfacher psychischer Vorgänge durch einige Arzneimittel von 1892 beruht.

## Familie und Werdegang

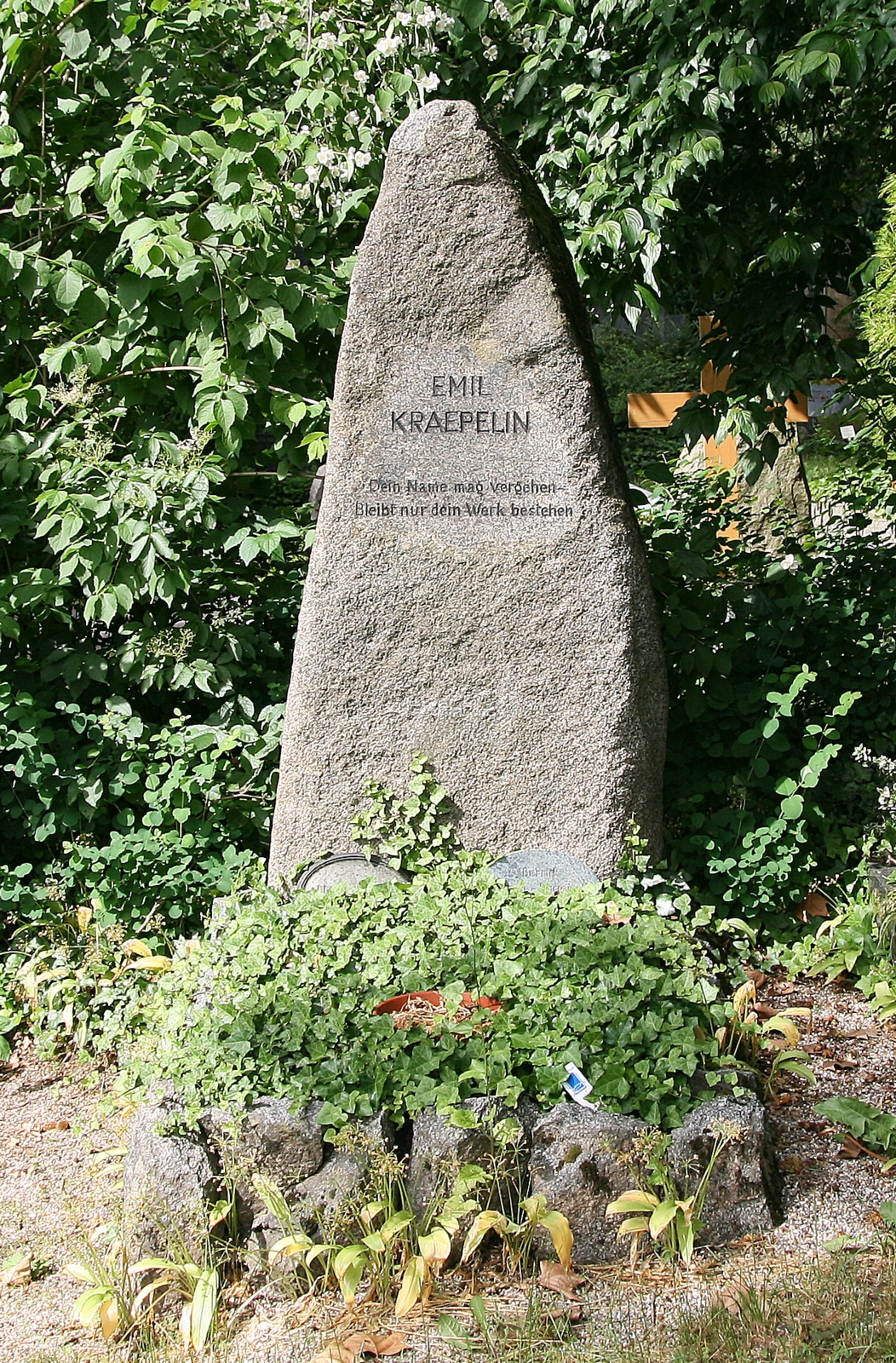
Kraepelins Grab auf dem Heidelberger Bergfriedhof in der Abteilung V

Emil Kraepelin wurde als jüngstes von sieben Kindern des Musiklehrers und Schauspielers Karl Kraepelin und seiner Frau Emilie Lehmann geboren. Auch sie entstammte einer Familie von Hofmusikern. Sein Abitur legte er 1874 am Gymnasium Carolinum in Neustrelitz ab. Seit 1871 war er mit der um sieben Jahre älteren Ina Schwabe verlobt, die er 1884 heiratete. Mit ihr hatte er acht Kinder, von denen vier bereits im Kleinkindalter starben. 1885 wurde seine erste Tochter geboren. Die vielleicht engste Beziehung hatte er zu seinem neun Jahre älteren Bruder Karl. Bereits in ihrer Jugend hatten die Brüder gemeinsam Naturbeobachtungen gemacht, wobei Karl Kraepelin seinem jüngeren Bruder biologische Grundlagen vermittelte. Später unternahmen beide Brüder ausgedehnte Reisen bis nach Südostasien. Von Karl angeregt, studierte Emil Kraepelin nach dem in Leipzig abgeleisteten Militärdienst ab 1874 Medizin an der Universität Leipzig und der Universität Würzburg (unter anderem bei dem Internisten Dietrich Gerhardt und den Psychiatern Franz von Rinecker und Hermann Emminghaus.).
In Würzburg konnte er schon 1875 bei Franz von Rinecker an der psychiatrischen Universitätsklinik tätig werden, der ihn nach einem nochmaligen kurzen Aufenthalt in Leipzig, bei dem er Wilhelm Wundt kennenlernte, im Mai 1877 als Assistenten einstellte. Der Einfluss Wundts, der Kraepelins akademischer Mentor wurde prägte sein Wissenschaftsverständnis. In Würzburg betreute Kraepelin auch die Epileptikerpfründer des Juliusspitals (Kraepelin nahm anhand kraniometrischer Untersuchungen an, dass Epileptiker „vorwiegend breite, aber flache Schädel“ hätten). Zu Beginn des Jahres 1878 führte Kraepelin den angehenden Psychiater Konrad Rieger in die Würzburger Psychiatrie ein und blieb mit ihm zeitlebens befreundet. 1878 schloss Kraepelin sein Studium mit der Promotion ab, wechselte für vier Jahre als Assistent zu Bernhard von Gudden an die Kreis-Irrenanstalt in München. Kraepelin wechselte 1882 nach Leipzig zu Paul Flechsig. Hier zog er den Unmut Flechsigs auf sich und erregte „in hohem Grade“ dessen „Unzufriedenheit“, weil Kraepelin seinen ärztlichen Aufgaben in der Klinik nicht nachkam und schließlich gekündigt wurde (Kündigungsschreiben: „… behandelt … den Dienst für die Klinik thatsächlich als … Nebensache“). Mit Unterstützung seines Mentors Wilhelm Wundt gelang es ihm dennoch, mit einigen, gerade eben ausreichenden Publikationen – ohne eine eigene Habilitationsschrift zu verfassen – seine Habilitation zu erlangen.
Nachdem er im Herbst 1883 nochmals zu Bernhard von Gudden nach München zurückgekehrt war, dort aber seine Forschungsmethoden nicht durchsetzen konnte, gab Kraepelin – mit beeinflusst auch durch die geplante Hochzeit mit Ina Schwabe – seine akademische Karriere zunächst auf und arbeitete von August 1884 bis April 1885 als Oberarzt an der preußischen Provinzial-Irrenanstalt von Leubus, die im ehemaligen Kloster untergebracht war.

### Wiederaufnahme der akademischen Karriere

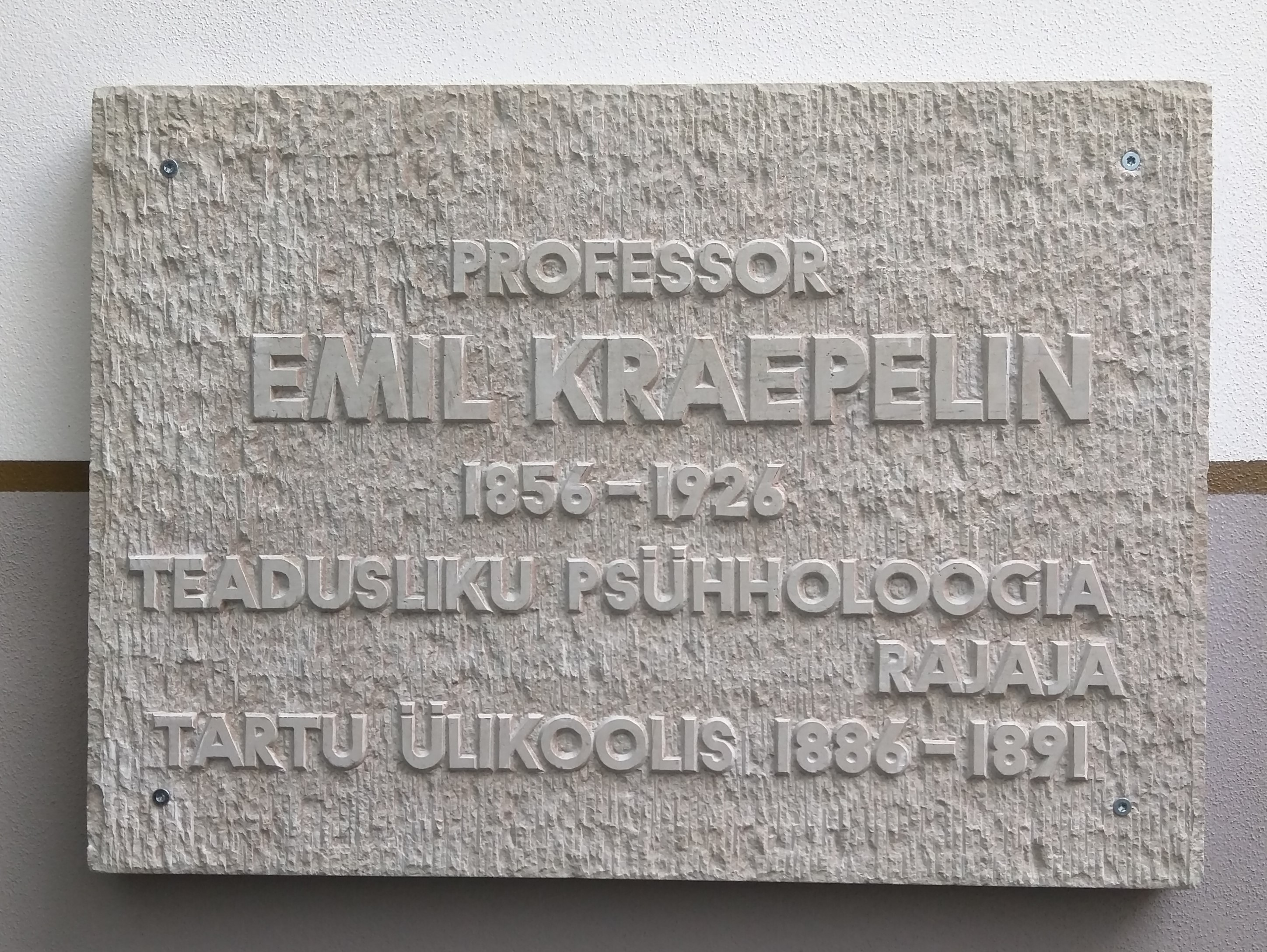
Erinnerungstafel in der Universität Tartu

Am 1. Juli 1886 erhielt er die Berufung auf seine erste Professur an der Kaiserlichen Universität Dorpat. In seiner vielbeachteten Antrittsvorlesung sprach er sich für mehr Laborforschung auf dem Gebiet der Psychiatrie aus und wandte sich gegen "spekulative Theorien". Auch aufgrund der Sprachbarriere konzentrierte Kraepelin sich in Dorpat weniger auf Gespräche mit den Patienten sowie klinische Untersuchungen, sondern beschäftigte sich schwerpunktmäßig mit Forschung sowie mit Versuchen im experimentalpsychologischen Labor. Zudem prägte der Austausch mit anderen deutschsprachigen Akademikern seine nationalen Einstellungen – er entwickelte die Vorstellung, mit seinen Forschungen zu einer imaginierten deutschen "Kulturnation" beitragen zu können. Im Jahr 1889 verließ Kraepelin die Universität Dorpat mit den einsetzenden Russifizierungsbestrebungen. 1890 begann er in Heidelberg mit Laboratoriumsversuchen zur Hygiene der Arbeit, wie er es nannte, verfasste ab 1896 psychologische Arbeiten und erforschte arbeitspsychologische Zusammenhänge von Ermüdung und Übung bei der Arbeit mit Hilfe einer Arbeitskurve. 1891 übernahm er für zwölf Jahre die Leitung der Großherzoglich Badischen Universitäts-Irrenklinik in Heidelberg, an der er entscheidende Neuerungen einführte. Hier entwickelte er die klassische Zweiteilung der endogenen Psychosen in Schizophrenien und manisch-depressive Erkrankungen. Aus Unzufriedenheit mit den geringen Möglichkeiten des Ausbaus der Klinik nahm er 1903 einen Ruf nach München an.

### Forschungsaufenthalt auf Java
Am 21. Dezember 1903 brach Kraepelin zusammen mit seinem Bruder Karl von Heidelberg zu einer Reise auf, die ihn über Genua nach Indonesien führte. Zunächst besuchte er auf Sri Lanka, dem damaligen Ceylon, die Nervenklinik in Colombo. Fachlich verlief dieser Aufenthalt für Kraepelin enttäuschend, da die Klinikleitung nicht mit ihm kooperieren wollte. Allerdings konnte er bei Besuchen buddhistischer Tempel sein Interesse an dieser Religion vertiefen. Vom anschließenden Besuch der Nervenklinik in Singapur konnte Kraepelin hingegen nützliche fachliche Erkenntnisse mitnehmen, da ihn die dortige britische Anstaltsleitung wohlwollend empfing. Anschließend hielt er sich im Jahr 1904 für vier Monate in Java auf, das zu der Zeit unter niederländischer Kolonialverwaltung stand. Ziel dieser Reise war die Erforschung von psychischen Spätfolgen der Syphilis, mit denen sich Kraepelin zu dieser Zeit in München intensiv beschäftigte. Er hatte eine steigende Anzahl von Fällen progressiver Paralyse infolge der Schädigung des Zentralen Nervensystems als Spätfolge einer Syphiliserkrankung bei Patienten in deutschen Nervenkliniken festgestellt. Die Klinikeinweisungen mit einer entsprechenden Diagnose lagen in München sogar weit über dem deutschen Schnitt: 36 % aller Patienten, die um 1900 in Münchner Nervenkliniken eingewiesen wurden, wiesen eine progressive Paralyse auf. In Java untersuchte er bei Patienten der Irrenanstalt in Boitenzorg, ob diese Komplikation innerhalb der indigenen Bevölkerung im selben Maße auftrat, und ob daraus Erkenntnisse für die Diagnostik und Behandlung solcher Patienten in deutschen Kliniken ableitbar wären. In seinen Lebenserinnerungen äußert sich Kraepelin sehr positiv über seine Zeit auf Java und spricht von einer "Fülle neuer Eindrücke, die jeder Tag, ja jede Stunde bot" sowie einem "Freudenrausch" in die ihn die Umgebung versetzt habe. Kraepelin veröffentlichte seine Ergebnisse noch im Jahr 1904 im Centralblatt für Nervenheilkunde und Psychiatrie unter dem Titel "Psychiatrisches aus Java". Mit seinem Ansatz wurde Kraepelin zum Begründer der Transkulturellen Psychiatrie beziehungsweise der Vergleichenden Psychiatrie. Seine Erkenntnisse vertiefte Kraepelin in späteren Jahren bei einem längeren Forschungsaufenthalt in Nord- und Mittelamerika, wo er Patienten in US-amerikanischen Einrichtungen sowie in Mexiko und auf Kuba untersuchte. Fast gleichzeitig zu Kraepelins Aufenthalt auf Java erforschte der Breslauer Dermatologe Albert Neisser in der Nähe von Batavia, dem heutigen Jakarta, die Syphilis an Orang-Utans. Obwohl sich beide dort nicht begegneten, ergab sich später ein Briefwechsel zwischen Kraepelin und Neisser über ihre Erfahrungen auf Java. Auch mit dem  brasilianischen Psychiater Juliano Moreira (1872–1933) stand Kraepelin in Briefwechsel.

### Engagement gegen Alkoholmissbrauch und Suchtforschung
Kraepelins Vater war zunächst als Opernsänger und Schauspieler am Hoftheater in Neustrelitz tätig. Als das Theater im Nachgang der Märzrevolution im Jahr 1848 durch Großherzog Georg geschlossen wurde, musste Karl Kraepelin sich beruflich umorientieren. Er wurde zunächst Musiklehrer und gelangte dann im norddeutschen Raum als Rezitator der niederdeutschen Werke Fritz Reuters zu einiger Bekanntheit. Im Zuge dessen war er allerdings auch oft von zu Hause abwesend und neigte zudem wahrscheinlich zu erhöhten Alkoholkonsum. Die Ehe der Eltern scheiterte in den 1870er Jahren. Es liegt nahe, dass Kraepelins späteres Engagement gegen den gewohnheitsmäßigen Alkoholmissbrauch in seinen frühen familiären Erfahrungen begründet ist. Er schrieb regelmäßig Beiträge für die Internationale Monatsschrift zur Erforschung des Alkoholismus und Bekämpfung der Trinksitten, eine mehrsprachige Fachzeitschrift, deren wissenschaftlichem Beirat er ebenfalls angehörte. Kraepelin hob bei seinen Publikationen zur Alkoholsucht unter anderem auf seine Erfahrungen im Rahmen seiner Asien-Reise ab, bei der er festgestellt hatte, dass Alkoholmissbrauch sowohl in Süd- und Südostasien als auch in islamischen Gesellschaften weniger vorkommt, was er auf die geringere gesellschaftliche Akzeptanz gegenüber dem Alkoholkonsum an sich zurückführte. Seit dessen Entstehung engagierte Kraepelin sich im Verein abstinenter Ärzte des deutschen Sprachgebiets, der im Jahr 1896 unter dem ersten Vorsitzenden Auguste Forel in Frankfurt am Main gegründet worden war. Später fungierte er selbst zeitweise als erster Vorsitzender des Vereins abstinenter Ärzte des deutschen Sprachgebiets.

### Forschungsstätte in München
In München beschäftigte er sich bereits vor dem Ersten Weltkrieg mit dem Gedanken, eine Forschungsstätte für Psychiatrie zu gründen. Mithilfe einer großzügigen Finanzierung durch James Loeb gelang ihm 1917 die Gründung der Deutschen Forschungsanstalt für Psychiatrie (Kaiser-Wilhelm-Institut) in München, aus der das heutige Max-Planck-Institut für Psychiatrie (Deutsche Forschungsanstalt für Psychiatrie) hervorging. Die Forschungsanstalt hatte folgende Abteilungen: klinische Abteilung (Johannes Lange), hirnpathologische Abteilung (Brodmann, Nissl, Spielmeyer), serologische Abteilung (Plaut, Jahnel) und die genealogische Abteilung (Rüdin, ein Anhänger der Degenerationslehre). Während des Ersten Weltkriegs beteiligte sich Kraepelin an der Gründung der bayerischen Sektion der Deutschen Vaterlandspartei. 1920 erhielt er ehrenhalber den Doktortitel der philosophischen Fakultät der Universität Königsberg. Im Jahr 1922 wurde Kraepelin in München emeritiert.
Kraepelin wurde auf dem Bergfriedhof Heidelberg beigesetzt. Seine letzte Ruhestätte liegt in der Abteilung V.

## Werk
Kraepelin legte seine persönliche Einstellung zur Degenerationslehre z. B. 1908 in dem Werk Zur Entartungsfrage oder 1918 in dem Werk Geschlechtliche Verirrungen und Volksvermehrung dar. Der Psychiater Kurt Kolle bezeichnete in einem seiner Werke (Große Nervenärzte, 1956/1970) diese Kraepelinsche Einstellung als „betont völkisch“. Auf Kraepelin gehen der Begriff und Konzept der Dementia praecox (vorzeitige Demenz) zurück. Diese Bezeichnung übernahm er vom französischen Psychiater Bénédict Augustin Morel, der damit die Erkrankung eines Jugendlichen beschrieb, der – zuvor vollkommen unauffällig – sich zunehmend zurückzog und in einen demenzartigen Zustand verfiel. Kraepelin erweiterte den Begriff jedoch um die von Kahlbaum und Hecker beschriebenen Krankheiten Hebephrenie und Katatonie, zu denen er Parallelen sah. Nun bezog sich die Bezeichnung also nicht mehr nur auf eine einzelne Unterform, sondern auf eine ganze Krankheitsgruppe. Als gemeinsames Kennzeichen von allen Krankheitsbildern innerhalb dieser Gruppe beobachtete Kraepelin „eine eigenartige Zerstörung des inneren Zusammenhangs der psychischen Persönlichkeit mit vorwiegender Schädigung des Gemütslebens und des Willens“.
Dieser Ansatz erwies sich allerdings als zu eingeschränkt und wurde von Eugen Bleuler durch den weitergefassten Begriff Schizophrenie ersetzt. Bedeutsam ist jedoch Kraepelins Vorgehensweise, die heute selbstverständlich erscheint: Statt wie zuvor üblich psychische Störungen allein nach der von außen feststellbaren Symptomähnlichkeiten einzuteilen, berücksichtigte er bei seinen Forschungen auch die Veränderung der Symptome im Laufe der Zeit und damit den Verlauf eines Krankheitsbildes. Damit gewann er ein weiteres Kriterium zur Unterscheidung, Einschätzung und Beurteilung krankheitswertiger Symptome und Symptomkomplexe (Syndrome) bei psychischen Auffälligkeiten, das zudem in der Lage war, nicht nur zeitliche, sondern auch kausale Zusammenhänge näherungsweise einzugrenzen.
In der 5. Auflage seines psychiatrischen Lehrbuches von 1896 beschäftigte er sich ausführlich mit den Wahnideen. 1899 entwickelte er in der 6. Auflage seines psychiatrischen Lehrbuches die noch heute geltende Zweiteilung der Psychosen, indem er die Dementia praecox dem manisch-depressiven Irresein gegenüberstellte. Kriterium für diese Dichotomie war der unterschiedliche Verlauf: Im Gegensatz zur Dementia praecox (heute die Gruppe der Schizophrenien) bilden sich die Symptome des manisch-depressiven Irreseins (heute Affektive Störung) wieder zurück. Dass diese Regel nicht in jedem Fall zutrifft, weiß die psychiatrische Wissenschaft inzwischen. Die grundsätzliche Tendenz galt aber lange Zeit als unbestritten. Aufgrund von Befunden der neueren genetischen Forschung wird diese Dichotomie aber wissenschaftlich jetzt wohl nicht mehr länger aufrechterhalten werden können. Einen guten Überblick über die Kontroverse um Kraepelin gibt eine 2007 erschienene Publikation der World Psychiatric Association.
In der Behandlung psychischer Störungen setzte Kraepelin auf die zu seiner Zeit bekannten Therapien. Besonders Opium, Hyoscin und Brom wurden von ihm empfohlen.

### Erinnerung

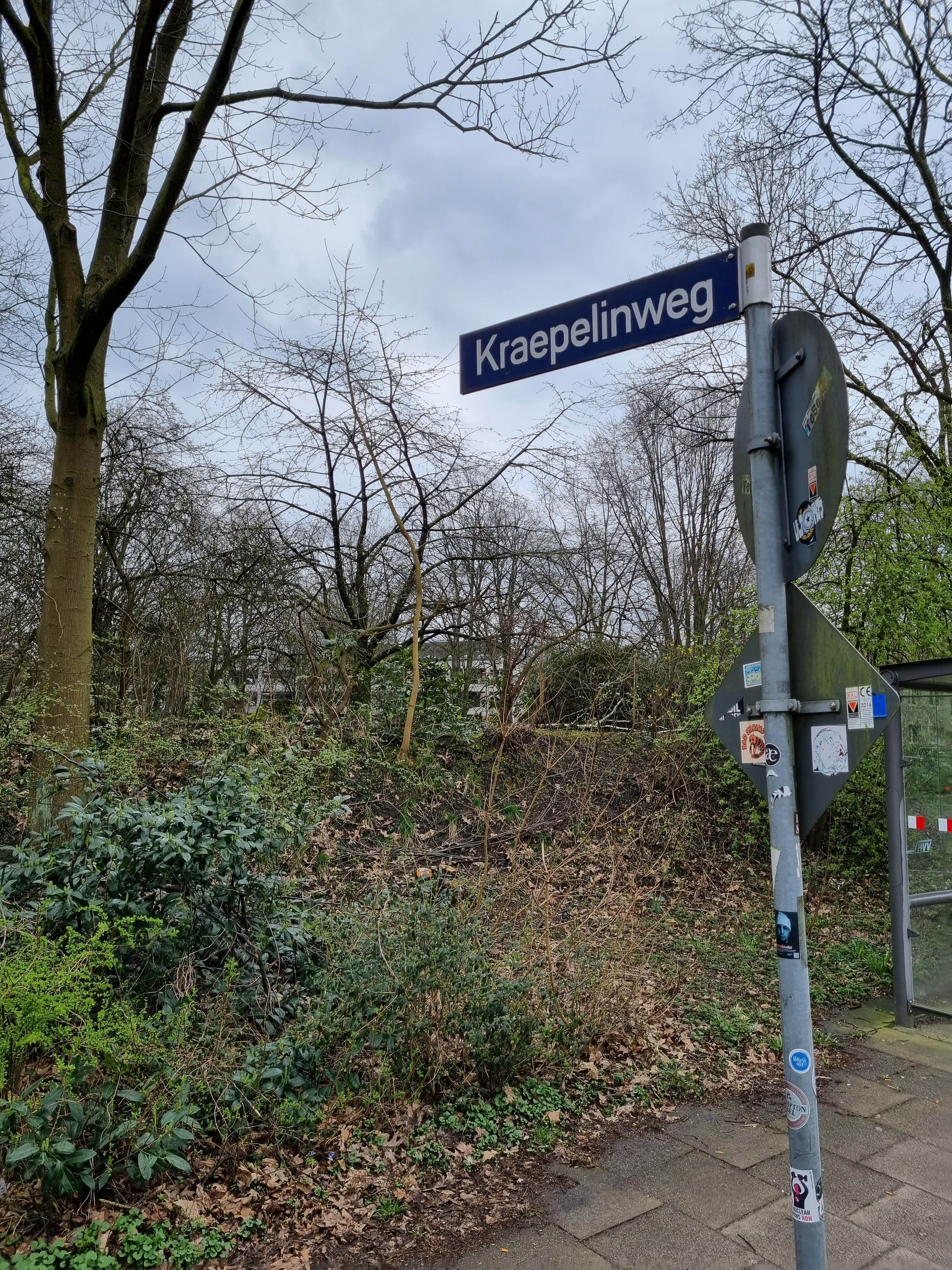
Straßenschild des Hamburger Kraepelinwegs

Die Goldene Kraepelin-Medaille ist ebenso nach ihm benannt wie der Kraepelinweg im Berliner Stadtteil Spandau sowie die Kraepelinstraße im Münchner Stadtteil Schwabing und der Kraepelinweg im Hamburger Stadtteil Barmbek-Süd. Dieser erinnerte unter dem vorherigen Namen Juliusweg an den Arzt und Schriftsteller Nicolaus Heinrich Julius, der aus Hamburg-Altona stammte. Im Jahr 1938 wurde die Straße im Zuge der Umbenennung von Straßen, die nach Juden benannt waren, zum Kraepelinweg. Eine Kommission der Hamburger Behörde für Kultur und Medien empfahl im Jahr 2022 die Rückbenennung in Juliusweg. Im Juli 2024 beschloss die Senatskommission der Freien und Hansestadt Hamburg die Benennung in Nicolaus-Heinrich-Julius-Weg.

## Kritische Würdigung
Aufgrund seiner Forschungen konnte Kraepelin postulieren, dass psychotische Erkrankungen – noch 1991 bis zur Klassifikation nach ICD-10 endogene Psychosen genannt – eigengesetzlich entstehen. Gestörten Gehirnfunktionen wurde dabei vornehmliche Beachtung geschenkt und Kraepelin förderte die Hirnforschung auf jede Weise. Soziokulturellen Aspekten schenkte er Aufmerksamkeit durch die Begründung der transkulturellen Psychiatrie im Jahr 1904. Dagegen scheint er an den Weiterentwicklungen psychopathologischen Denkens über seinen klinisch-deskriptiven Ansatz hinaus durch die mit dem Namen Jaspers verbundene methodisch genaue phänomenologische Erfassung der seelischen Zustände, die Kranke wirklich erleben, kaum interessiert gewesen zu sein (obwohl Franz Nissl, Kraepelins jahrelanger Mitarbeiter, Jaspers’ Lehrbuch höher einschätzte als das Kraepelins). Das gilt noch mehr für die Erforschung der Psychodynamik seelischen Geschehens, um die sich zur gleichen Zeit Forscher wie Freud, Adler, Jung und andere bemühten.
Von der Freudschen Traumdeutung hielt er nichts. Kraepelin veröffentlichte jedoch 1906 eine längere Monografie über Sprachstörungen in seinen Träumen (286 Vorbilder insgesamt), die er auf eigene Weise analysierte. Er setzte die Aufzeichnung seiner Träume nach 1906 fort bis zu seinem Tode 1926. Dieses zweite Traumkorpus – ebenfalls mit Sprachstörungen (391 Vorbilder) – befindet sich noch heute im Historischen Archiv des Max-Planck-Instituts für Psychiatrie.
Seine Begegnung mit Kraepelin während seines Aufenthalts in der psychiatrischen Klinik schildert der Schriftsteller Ernst Toller in seiner Autobiographie „Eine Jugend in Deutschland“.

## Schriften (Auswahl)
Einzelne Schriften
- Compendium der Psychiatrie. Zum Gebrauche für Studirende und Aerzte. Abel, Leipzig 1883 (Digitalisat).
- Die Richtungen der psychiatrischen Forschung : Vortrag, gehalten bei der Uebernahme des Lehramtes an der Kaiserlichen Universität Dorpat Vogel, Leipzig 1887 (Digitalisat)
- Psychiatrie. Ein Lehrbuch für Studierende und Ärzte (ältere Auflagen des späteren Lehrbuchs unter abweichenden Titeln).
  - (1. Auflage) Compendium  der  Psychiatrie  zum  Gebrauche  für  Studirende  und  Aerzte.  Abel, Leipzig 1883. (Digitalisat)
  - 2., gänzlich umgearbeitete Auflage. Psychiatrie.  Ein  kurzes  Lehrbuch  für  Studirende  und  Aerzte.  Abel, Leipzig 1887 (Digitalisat).
  - 3., vielfach umgearbeitete Auflage. Psychiatrie. Ein kurzes Lehrbuch für Studirende und Aerzte. Abel, Leipzig 1889 (Abel’s medizinische Lehrbücher; Digitalisat).
  - 4., vollständig umgearbeitete  Auflage. Abel, Leipzig 1893.
  - 5., vollständig umgearbeitete Auflage 1896. Barth, Leipzig (Digitalisat).
  - 6., vollständig umgearbeitete Auflage 1899, 2 Bände. (Digitalisate: I, II), (Digitalisat).
  - 7., vielfach umgearbeitete Auflage. Psychiatrie. Ein  Lehrbuch  für  Studierende und Ärzte. 2 Bände. 1903/04.
  - 8., vollständig umgearbeitete Auflage Bd. I-IV. Ein Lehrbuch für Studierende und Ärzte. Barth, Leipzig 1909–1915 (Digitalisate: Bd. I, II, III, IV).
  - (mit Johannes Lange) 9., vollständig umgearbeitete Auflage. Psychiatrie. Bd. I, Allgemeine Psychiatrie, von Johannes Lange. Bd. II, Klinische Psychiatrie, Erster Teil, von Emil Kraepelin. Barth, Leipzig 1927.
- Einführung in die psychiatrische Klinik.
  - (1. Auflage) Leipzig 1901 (Digitalisat).
  - 2., durchgearb. Aufl. 1905 (Digitalisat)
  - 3., völlig umgearbeitete Aufl., Leipzig 1916 (Digitalisat).
  - 4., völlig umgearbeitete Aufl., 3 Bände. Barth, Leipzig 1921.
- Zur Psychologie des Komischen. In: Philosophische Studien. Band 2, 1885, S. 128–160, 327–361 (Digitalisat).
- Ueber die Beeinflussung einfacher psychischer Vorgänge durch einige Arzneimittel. Fischer, Jena 1892 (Digitalisat und Volltext im Deutschen Textarchiv).
- Zur Hygiene der Arbeit. Fischer, Jena 1896
- Über Sprachstörungen im Traume. Engelmann, Leipzig 1906 (archive.org).
- Ein Jahrhundert Psychiatrie. Ein Beitrag zur Geschichte menschlicher Gesittung. Berlin 1918.
- Franz von Rinecker. In: Theodor Kirchhoff (Hrsg.): Deutsche Irrenärzte. Einzelbilder ihres Lebens und Wirkens. Band 1. Berlin 1921, S. 244–247.
- Emil Kräpelin: Lebenserinnerungen. Herausgegeben von Hanns Hippius, Gerd Peters und Detlev Ploog unter Mitarbeit von Paul Hoff und Alma Kreuter. Springer, Berlin/Heidelberg 1983.

Korrespondenz und Werkausgabe
Edition Emil Kraepelin. Hrsg. von Wolfgang Burgmair, Eric J. Engstrom und Matthias Weber. Belleville, München; bisher erschienen:
- Band I* Persönliches, Selbstzeugnisse. 2000, ISBN 3-933510-90-2.
- Band II* Kriminologische und forensische Schriften. Werke und Briefe. 2001, ISBN 3-933510-91-0.
- Band III* Briefe I, 1868–1886. 2002, ISBN 3-933510-92-9.
- Band IV* Kraepelin in Dorpat, 1886–1891. 2003, ISBN 3-933510-93-7.
- Band V* Kraepelin in Heidelberg, 1891–1903. 2005, ISBN 3-933510-94-5.
- Band VI* Kraepelin in München I, 1903–1914. 2006, ISBN 3-933510-95-3.
- Band VII* Kraepelin in München II, 1914–1921. 2009, ISBN 978-3-933510-96-9.
- Band VIII* Kraepelin in München III, 1921–1926. 2013, ISBN 978-3-943157-22-2.
- Band IX* Briefe und Dokumente II, 1876–1926. 2019, ISBN 978-3-946875-28-4.